# Kawanishi Baika
O Kawanishi Baika foi uma aeronave protótipo que seria alimentada por um motor a jato, que foi concebida para a Marinha Imperial Japonesa no final da Segunda Guerra Mundial. Quando a guerra terminou, nenhum exemplar havia ainda sido construído.

## Desenvolvimento
Graças à aliança entre o Japão e a Alemanha durante a Segunda Guerra Mundial (1939-1945), os alemães enviaram exemplos completos de aeronaves e motores, juntamente com documentos de engenharia para o Japão, em um esforço para ajudar o seu aliado na região do Pacífico. Entre as tecnologias passadas para engenheiros japoneses, estava o motor a jato. Os jatos de pulso ofereciam consideráveis melhorias de desempenho em relação aos tradicionais tipos de aeronaves a pistão. Eles também eram mais leves e menos complexos do que os turbo-reatores da época.
O Argus As 014 veio para o Japão, através de submarino, e foi este sistema de propulsão que ficou famoso com os foguetes V-1. A contrapartida tripulada do V-1 foi o Fieseler Fi 103R "Reichenberg", que manteve a forma básica e a função do V-1, mas acrescentou um cockpit de um único assento. O mesmo motor seria usado para alimentar uma nova plataforma de ataque suicida japonesa, o Kawanishi "Baika", ela própria desenvolvida como uma plataforma de ataque monomotor e monoplana, semelhante ao Fi 103R. Enquanto a aeronave Kawanishi assumiu uma aparência amplamente convencional com as suas asas de monoplano de baixa definição, cabine de comando central e unidade de cauda de uma única barbatana, uma instalação de motor de pulsação foi instalada sobre a secção dorsal traseira do fuselagem. Os propulsores de foguetes lhe dariam o poder de descolagem necessário. Destinou-se para o serviço com a Marinha Imperial Japonesa, cujo poder durante a guerra começava a diminuir. O desenho original era conhecido como Tipo I.
Seguiu-se o Tipo II que foi uma revisão básica. O motor foi movido ligeiramente para a frente sobre a espinha dorsal da fuselagem. Esta variante destinava-se a lançar a partir de submarinos, dando uma arma e uma linha direta contra navios de guerra americanos e britânicos operando no teatro. A partir deste veio a proposta final proposta do conceito Baika - o Tipo III. Este projeto era mais uma partida radical das duas ofertas anteriores, sendo o seu motor montado no ventre da fuselagem, sem qualquer sistema de aterragem, e que deveria ser lançado por um bombardeiro japonês. Independentemente do planeamento e do trabalho físico realizado no projeto Baika, nada veio dele, excepto os protótipos da copia do motor Argus - conhecido localmente como o Maru Ka 10. O fim da guerra terminou todo o trabalho nesses aviões suicidas e seus respetivos motores.
O desempenho estimado incluiu uma velocidade máxima de 650 quilómetros por hora, uma velocidade de cruzeiro de 301 quilómetros por hora, um alcance de 280 quilómetros e um teto de serviço de 2000 metros de altitude. Como o seu papel no campo de batalha era baseado na teoria kamikaze, a altitude à qual a aeronave poderia chegar não era uma preocupação. O armamento devia se tornar uma ogiva explosiva de 250 quilogramas, embutida na fuselagem. Como com outras armas kamikaze da guerra, o piloto iria sacrificar-se junto com o seu avião - um investimento caro na guerra.